# Zaseda
Zaseda je nenaden napad na nasprotnikove mirujoče ali premikajoče se vojaške enote, cilj pa je povzročiti čimvečje nasprotnikove žrtve. 
Čeprav se zasede uporabljajo praktično od začetka zgodovine vojskovanja, je dobro načrtovana zaseda učinkovita še dandanes. Razširjeno mišljenje je, da so napadi iz zasede v domeni gverilskega bojevanja, vendar se te taktike poslužujejo tudi konvencionalne vojaške enote.
Bistvo zasede je nenaden napad iz zaklonov ali prikritih pozicij ter delovanje iz več smeri s čimvečjo ognjeno močjo.

## Izvedba zasede
Zasede se postavljajo na območjih, kjer je verjeten prehod nasprotnika in obenem nudijo tudi možnost delovanja iz zaklonov. Na to območje se lahko postavijo tudi eksplozivna telesa (npr. mine). V primeru načrtovanih zased se vzpostavi tudi zavarovanje glavne napadalne skupine z vseh strani. Nato je treba počakati na prihod nasprotnika in odpreti ogenj v trenutku, ki je po mnenju poveljnika zasede najbolj primeren za učinkovit napad.
Po napadu se lahko izvede umik zasede s položaja ali pa zajetje nasprotnikovih vojakov in opreme. Slednja možnost predstavlja večjo nevarnost, saj obstaja velika možnost prihoda nasprotnikovih okrepitev.

## Reakcija na zasedo
Vojaška taktika teži k temu, da se možnost zasede zmanjša ali da se zaseda pravočasno odkrije. Za zmanjšanje možnosti napada iz zasede se lahko enota giblje po prikriti poti in se čim manj giblje na področjih, idealnih za izvedbo zasede (npr. ravnina, ceste in ozki predeli, kot so npr. doline in gorska sedla).
Poleg tega mora biti vsak član enote pozoren na znake za zasedo, kot so polomljena vegetacija, nenavadno razrita zemlja (lahko skriva mine) ter popolna tišina ali nenavadno oglašanje živali (poleg teh znakov se v naseljenem predelu lahko pojavljajo načrtni zastoji prometa ali pa se ljudje vedejo nenavadno).
Vojaški bojni dril v primeru napada iz zasede zahteva takojšnjo veliko gostoto ognja na možne položaje zasede, protinapad z boka in obkolitev zasede (ta premik običajno izvedejo člani enote, ki niso v neposredni nevarnosti. V nekaterih primerih (če je razdalja med zasedo in napadeno enoto večja in ne pride do bližnjega spopada) je bolj primeren taktični umik iz cone delovanja.
Taka vrsta protinapada pa ni nujno najboljši ukrep pri napadih na dobro pripravljeno zasedo, ker zaseda lahko računa na to in zavaruje možne poti protinapada.